# André Utter
André Utter (París, 1886 — París, 1948),  fue un pintor francés cuya vida se asociada con las venturas y desventuras de Suzanne Valadon y el hijo de esta última: Maurice Utrillo.

## Datos biográficos
André Utter y Maurice Utrillo nacieron ambos en Montmartre, el primero en 1886 y el segundo en  1883. Más allá de este lugar de nacimiento, están asociados a través de Suzanne Valadon, que era la esposa de uno y la madre del otro.
En 1909, cuando Suzanne Valadon tenía 44 años, conoció a André Utter, que a la sazón contaba con 23 años. André se mudó a vivir con ella después de que se divorciara de Paul Moussis, tras de 13 años de matrimonio.
Feliz con su pareja, le describe "hermoso como un dios". Siendo su fuente de inspiración, en 1909, Suzanne pidió posar a André para el cuadro de Adán y Eva, donde se imagina desnuda bajo el disfraz de Eva. En 1914 André Utter y Suzanne Valadon se casan y gestionan conjuntamente la carrera de la pintora y de Maurice Utrillo.
Señalar su labor como ilustrador de la obra  Théâtre à lire de Oscar Wilde en 1925 y su papel como un hombre de negocios en la «Trinité Maudite».
Del 15 de marzo al 15 de abril de 1932 expuso con Valadon y Utrillo en la Galería Moos.
En 1935, empujado por su madre, Maurice, de 51 años, se casa con Lucie Valore. Suzanne murió en 1938 dejando a Maurice en las manos de Lucie y André.
André murió en 1948, diez años después de Suzanne Valadon y se encuentra enterrado junto a ella en el cementerio parisino de Saint Ouen.

## Obras
Entre las mejores y más conocidas obras de André Utter se incluyen las siguientes:
- Suzanne Valadon peinándose, óleo sobre tabla ,116 x 61 cm., 1913, Genève, museo del Petit Palais.

Aparece retratado en el cuadro de Valadon:
- Adán y Eva, André Utter y Suzanne Valadon como Adán y Eva de Suzanne Valadon.

Sus obras se encuentran dispersas por muchos museos, entre otros:
- el  museo de Brou en Bourg-en-Bresse ;

- el museo de bellas artes de Lyon ;

- el museo de arte moderno de Troyes

- el musée d'art moderne et contemporain de Estrasburgo

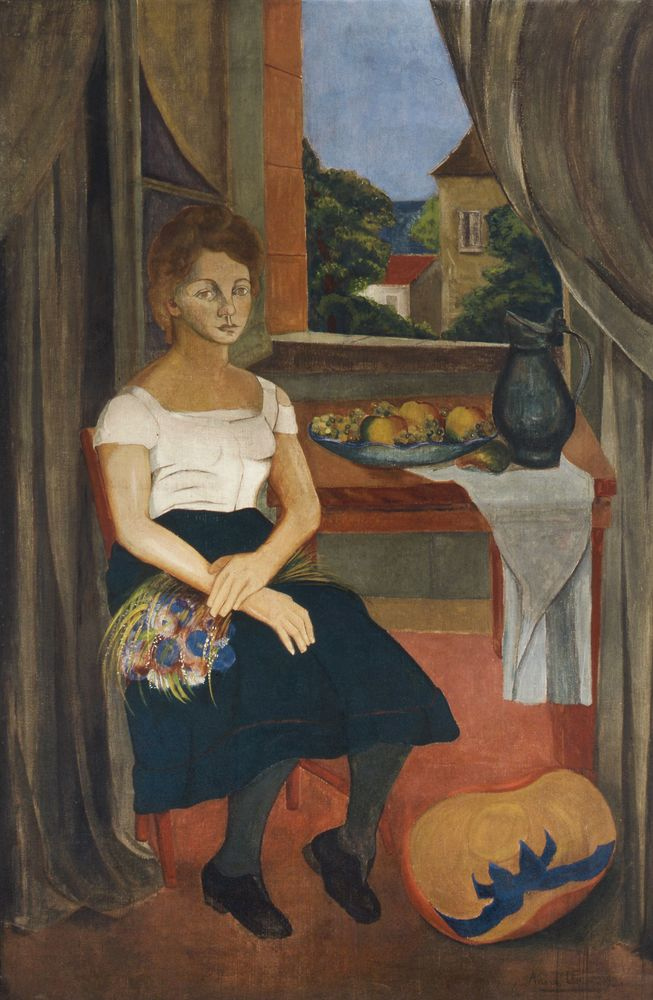
André Utter: Retrato de Suzanne Valadon, 1921.
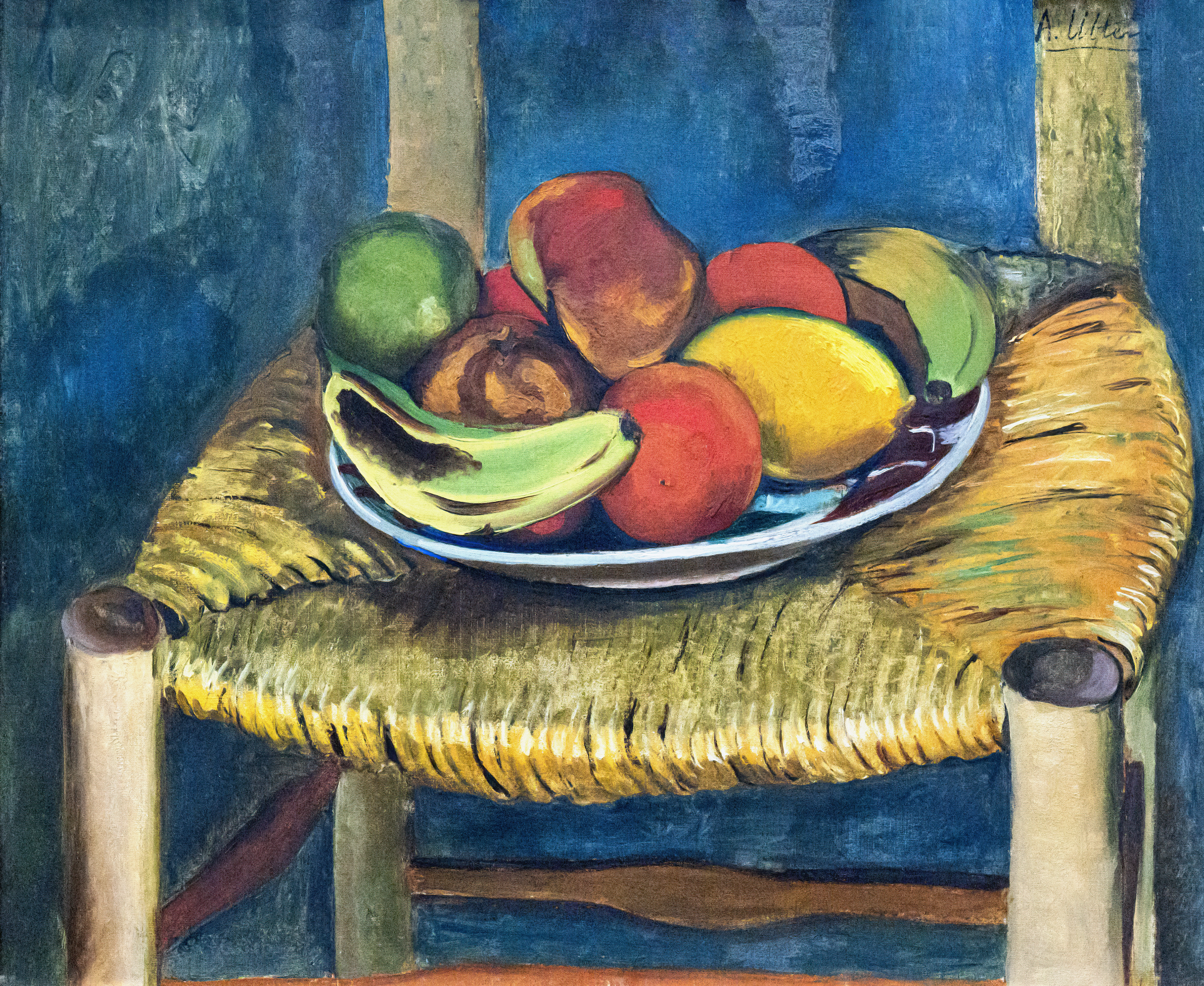
Naturaleza muerta en una silla, Musée Toulouse-Lautrec Albi.
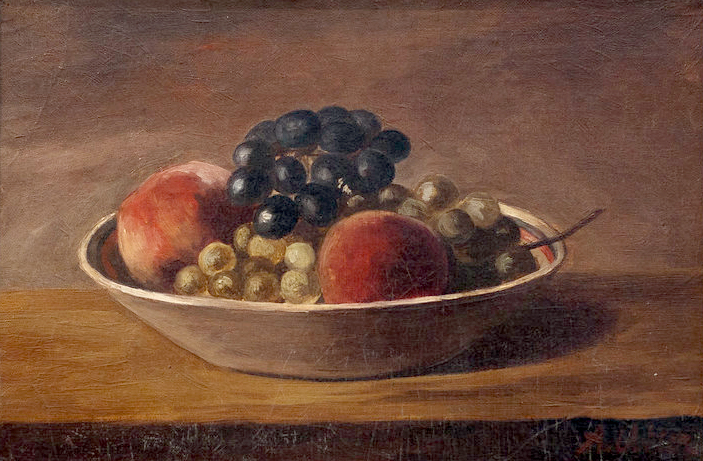
Bandeja de frutas (1911), musée des Beaux-Arts de Brest.